# Farinelli
Farinelli var kunstnernavnet for kastratsangeren Carlo Broschi (født 24. januar 1705, død 15. juli 1782).
Han var født i Apulien (Puglia) i Italien i en lavadelig familie og blev kastreret som dreng for at fastholde sin lyse og smukke stemme. Kunsternavnet skulle stamme fra en italiensk dommer.
I sit voksenliv turnerede han over hele Europa og opnåede stor berømmelse.
Flere film fortæller om hans historie, heriblandt Farinelli fra 1994.